# Генко (друга ера)
Генко (元弘) је јапанска ера (ненко) Јужног двора током Нанбокучо периода која је настала после Гентоку и пре Кенму ере. Временски је трајала од августа 1331. до јануара 1334. године и припадала је Камакура периоду. Владајући цареви били су Го-Даиго на југу и Когон на северу.

## Важнији догађаји Генко
- 1331-1333.: Избија Генко рат (元弘の乱, Генко но ран) који је трајао током целе ере обележавајући пад Камакура шогуната и настанак Кему обнове.[2]

Најстарији постојећи спис о будизму у Јапану, „Генко шакушо“ (元亨釈書) завршен је у Генко ери која јој је и кумовала именом. Текст је завршио Кокан Ширен.

## Еквивалент Северног двора
- Шокјо